# Xenusia
Xenusia — вимерлий клас морських червоподібних тварин типу Lobopodia, який стоїть в основі родоводу сучасних оніхофор (Onychophora). Ця група є парафілетичною, тому її систематика потребує перегляду. Клас існував із кембрію по карбон.

## Опис
Представники класу мали відносно великий, кільчастий, циліндричний корпус. Їхні лобоподні ноги мають горбки на кінчиках. Деякі види мають великі фронтальні придатки. Їхній рот розміщений термінально або субтермінально.

## Класифікація
- Ряд Archonychophora Hou & Bergstrom, 1995
  - Родина Luolishaniidae Hou & Bergstrom, 1995
  - Родина Paucipodiidae Hou et al., 2004
- Ряд Protonychophora Hutchinson, 1930
  - Родина Aysheaiidae Walcott, 1911
  - Родина Xenusiidae Dzik & Krumbiegel, 1989
- Ряд Scleronychophora Hou & Bergstrom, 1995
  - Родина Eoconchariidae Hou & Shu, 1987
  - Родина Hallucigeniidae Conway Morris, 1977
  - Родина Cardiodictyidae Hou & Bergstrom, 1995
- Ряд Paronychophora Hou & Bergstrom, 1995
  - Родина Onychodictyidae Hou & Bergstrom, 1995
- Ряд inserta sedis 
  - Рід Orstenotubulus Maas et al 2007
  - Рід Carbotubulus Haug et al 2012
  - Рід Mureropodia